# Tamaz Meliava
Tamaz Meliava (en géorgien : თამაზ მელიავა et phonétiquement en français : Tamaz Méliava), né le 23 décembre 1929 à Tbilissi et mort le 25 août 1972 dans la même ville, est un cinéaste soviétique et géorgien. Il a dirigé six longs métrages entre 1958 et 1972.

## Biographie
Après ses études secondaires au lycée de Tbilissi, Tamaz Meliava rejoint l’Institut cinématographique de Moscou dont il sort diplômé en 1958.
Il tourne ses premiers films dans les studios de Kiev : Ubralo Niphti (Chose simple) est le premier d’une série de quatre.
En 1963, avec Eldar Chenguelaia, il réalise Tetri karavani (La Caravane blanche) qui lui vaut la notoriété auprès du public soviétique et du public étranger.
Il est ensuite à l’origine de nombreux scénarios dont Un collier pour ma bien-aimée et porte à l’écran le roman de Constantiné Gamsakhourdia Mtvaris motatseba (L’Enlèvement de la lune), dont la deuxième partie est diffusée en 1973.
Il décède en août 1972, après le tournage, et est inhumé au Panthéon.

## Filmographie
- 1958 : U tikhoi pristani &  Prostaya veshch
- 1963 : Tetri karavani (La Caravane blanche)
- 1966 : Londres (film, 1966) (ka)
- 1967 : Comment un soldat est arrivé en retard à l'armée (ru)
- 1972 :  Mtvaris motatseba, pirveli seria (L’Enlèvement de la lune, 1re partie)
- 1973 :  Mtvaris motatseba, meore seria (L’Enlèvement de la lune, 2e partie)